# Bitpanda
Die Bitpanda GmbH ist ein österreichischer Finanzdienstleister mit Hauptsitz in Wien. Durch seine Website und die mobile App ermöglicht Bitpanda den Zugang zu einer Handelsplattform, die den Handel mit Kryptowährungen, Rohstoffen, Wertpapieren und ETFs umfasst. Das Unternehmen war das erste österreichische Start-up, das die Kriterien für den Einhorn-Status erfüllte.
Der Umsatz lag im Jahr 2022 bei 90 Millionen Euro, und stieg im Jahr darauf auf 147,6 Millionen Euro an.

## Geschichte

### Gründung und Ausrichtung
Die Bitpanda GmbH wurde am 12. September 2014 von Eric Demuth, Paul Klanschek und Christian Trummer gegründet. Anfänglich firmierte das Unternehmen unter dem Namen Coinimal GmbH, während die Handelsplattform für Kryptowährungen stets unter dem Namen Bitpanda bekannt war. Ab 2017 konnten an über 1800 Standorten der Österreichischen Post Gutscheine für Bitcoins gekauft werden, die über die Plattform Bitpanda eingelöst werden können. Im Geschäftsjahr 2017 erzielten 15 Mitarbeiter einen Bilanzgewinn in Höhe von 11,16 Millionen Euro und bearbeiteten Transaktionen mit verschiedenen Kryptowährungen in Höhe von 600 Millionen Euro. 2018 folgte die Umbenennung des Unternehmens in Bitpanda GmbH.

### Diversifizierung der Dienstleistungen
Im Sommer 2019 brachte die Bitpanda GmbH einen Token namens Best heraus, der Kunden bei Zahlungen einen Rabatt auf Trading-Gebühren gewährte. Im selben Jahr begann das Unternehmen, zusätzlich zu den Kryptowerten den Edelmetallhandel auf seiner Plattform zu integrieren. Im April 2021 folgte die Konzession für den Wertpapierhandel, wodurch Investitionen in Teilaktien und ETFs möglich wurden. Darüber hinaus führte Bitpanda in Zusammenarbeit mit Visa eine Debitkarte ein, mit der es möglich ist, im Alltag mit Kryptowährungen, Edelmetallen und Fiatgeld zu bezahlen.
Im Jahr 2020 begann das Unternehmen eine Investmentrunde und generierte Kapital in Höhe von 45 Millionen Euro von Valar Ventures, geleitet von Peter Thiel, und Speedinvest. Innerhalb von sechs Monaten nach dieser Runde sammelte die Bitpanda GmbH in einer zweiten Investmentrunde insgesamt 143 Millionen Euro, was die Unternehmensbewertung im März 2021 auf 1,2 Milliarden US-Dollar erhöhte. Die Hauptinvestoren dieser Runde waren Valar Ventures und Partner von DST Global. Damit wurde das Unternehmen das erste österreichische Start-up, das die Kriterien für den Einhorn-Status erfüllte. Die dritte Investmentrunde führte mit weiteren 223,5 Millionen Euro zu einer Bewertung des Unternehmens in Höhe von 3,5 Milliarden Euro. An dieser letzten Runde beteiligten sich erneut Valar Ventures, Alan Howard und Redo Ventures sowie die Bestandsinvestoren LeadBlock Partners und Jump Capital.

### Einschnitte, Lizenzierung und Expansion
Im Sommer 2022 reduzierte die Bitpanda GmbH ihre Belegschaft um etwa 270 Mitarbeiter, was auf ein zu schnelles Wachstum mit zahlreichen Neueinstellungen und den 70-prozentigen Kursrückgang des Bitcoins zurückzuführen war. Am Ende des Jahres erhielt die Bitpanda GmbH eine Kryptolizenz von der Bundesanstalt für Finanzdienstleistungsaufsicht, die nicht nur die Verwahrung von Kryptowährungen erlaubt, sondern auch den Eigenhandel mit diesen ermöglicht.
Seit 2023 betrieb die Bitpanda GmbH eine Zweigstelle in Großbritannien und begann eine Kooperation mit Coinbase, um institutionellen Kunden eine regulierte Handelsinfrastruktur zur Verfügung zu stellen. Zudem investierte das Unternehmen 9,2 Millionen Euro in den Bereich Künstliche Intelligenz, mit dem Ziel, einen KI-basierten Vermögensverwalter anzubieten. Durch eine Kooperation mit der Bank N26 wurde der Kryptohandelsplatz von Bitpanda in die N26-App implementiert, sodass Kunden der Bank über die App mit über 200 Kryptowährungen handeln können. Darüber hinaus kooperiert Bitpanda seit April 2023 mit der Raiffeisenbank Niederösterreich-Wien, deren Kunden über die bankeigene Plattform der Raiffeisenbank die Kryptowährung-Handelsdienste von Bitpanda in Anspruch nehmen können.
Seit 2023 fungiert die Deutsche Bank als europäische Hausbank für währungsübergreifende Dienstleistungen von Bitpanda in Österreich und Spanien. Im April 2024 kündigte Bitpanda eine Zusammenarbeit mit der Landesbank Baden-Württemberg (LBBW) an, um LBBW-Unternehmenskunden die Verwahrung und Beschaffung von Kryptowerten zu ermöglichen. Anfang Juni erweiterte Bitpanda die Kooperation mit der Deutschen Bank, um Kunden Echtzeit-Zahlungen für ein- und ausgehende Transaktionen anzubieten. Durch die Partnerschaft mit der Deutschen Bank kann Bitpanda deutsche Internationale Bankkontonummern (IBANs) verwenden, um die Effizienz und Sicherheit von Geldtransfers bei der Umwandlung von Kryptowährung in Fiatwährung und umgekehrt zu verbessern.

## Unternehmensstruktur

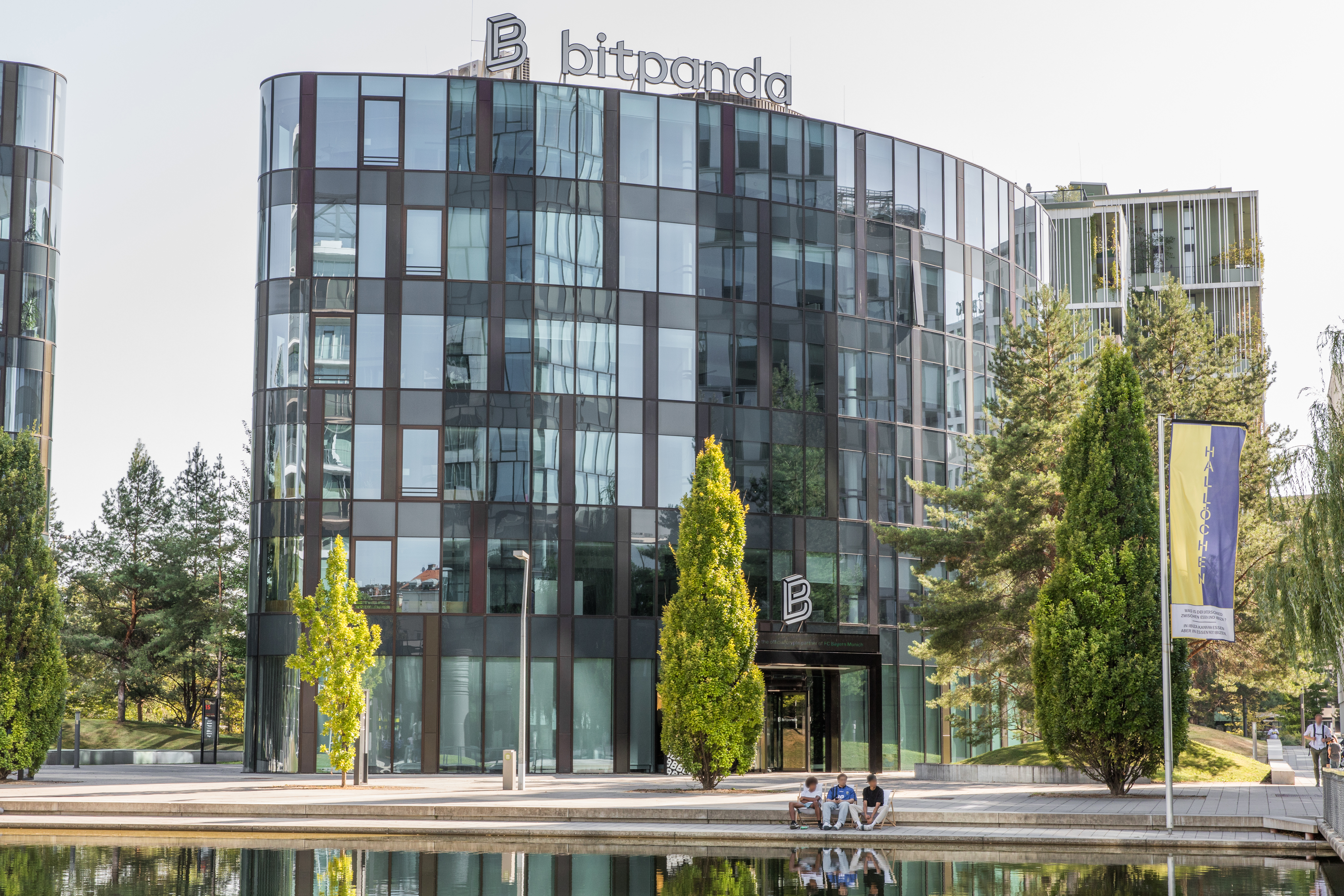
Bitpanda-Unternehmenszentrale in Wien

Als Muttergesellschaft der Bitpanda GmbH fungiert seit 2022 die schweizerische Bitpanda Group AG.
Neben den Geschäftsführern hat das Unternehmen einen Aufsichtsrat, der mit drei Personen besetzt ist. Die Bitpanda GmbH unterhält Beteiligungen und Niederlassungen in Wien, Berlin, Mailand, Krakau, Bukarest, Amsterdam, Madrid, Barcelona, Dublin und London.
Im Geschäftsjahr 2023 erzielten 730 Mitarbeiter einen Umsatz in Höhe von 147,6 Millionen Euro. Die Hälfte der Belegschaft des Unternehmens sind Programmierer, während die restlichen Mitarbeiter in Bereichen wie Service, Großkundenbetreuung und Personalwesen tätig sind. Bis zum Mai 2024 hatte die Bitpanda GmbH über 4,5 Millionen Kunden, wobei 25 Prozent der Kunden aus Deutschland stammen.
Das Tochterunternehmen Bitpanda Technology Solutions stellt Finanzinstitutionen die von Bitpanda entwickelte Infrastruktur für den Handel mit Kryptowährung zur Verfügung. Zu den Kunden zählen unter anderem die Bank N26, Mambu, Lydia, Plum, die Raiffeisenlandesbank Niederösterreich-Wien sowie die Landesbank Baden-Württemberg.

## Produkte und Dienstleistungen
Durch umfassende regulatorische Lizenzen ist Bitpanda GmbH berechtigt, Kryptowährungen zu handeln und für Kunden zu verwahren. Diese Lizenzen erstrecken sich über den gesamten Europäischen Wirtschaftsraum.
Über das elektronisches Handelssystem Bitpanda macht das Unternehmen auf seiner Website und der mobilen App den Handel mit über 390 verschiedenen Kryptowährungen zugänglich, darunter Bitcoin, Ethereum, Tether und Solana. Neben dem Handel mit Kryptowährungen bietet Bitpanda seinen Kunden Investitionen in Krypto-Indizes an. Durch das Produkt Leverage kann kurzfristiges Trading am Kryptomarkt vorgenommen werden. Darüber hinaus bietet das Unternehmen den Handel mit Edelmetallen wie Gold und Silber, Aktien und ETFs an. Bitpanda bietet in Zusammenarbeit mit Visa eine Debitkarte an, mit der Kunden Zahlungen mit Kryptowährungen, Edelmetallen und Fiatgeld abwickeln können.
Ferner betreibt das Unternehmen eine Bitpanda-Academy, um über Finanzprodukte und Dienstleistungen aufzuklären.

## Sponsoring
2021 begann Bitpanda mit dem Sponsoring im internationalen Sport als offizieller globaler Partner des Davis Cups im Tennis. Zu Beginn des Jahres 2022 schloss das Unternehmen eine Partnerschaft mit dem italienischen Rugby-Verband, wobei Bitpanda zum Haupt- und Trikotsponsor der Italienischen Rugby-Union-Nationalmannschaft wurde. Zusätzlich wurde Bitpanda GmbH zum Premium Sponsor der World Padel Tour, eine internationale Turnierserie der vom Tennis abgeleiteten Sportart Padel.
Seit Januar 2024 besteht eine strategische Partnerschaft als Krypto-Partner mit dem FC Bayern München.
Zum Start der Saison 2024 beginnt die Kooperation mit der NFL.
Im Januar 2025 wird bekannt, dass der Gründer Eric Demuth insgesamt 1,75 Millionen Euro an die CDU, CSU, FDP und SPD spendete.
Nach Bericht in WELT erfolgten die Parteispenden durch die GmbH, nicht Herrn Demuth.

## Auszeichnungen
- 2019: Entrepreneur Of The Year Award, verliehen von EY[43]

- 2021: Promoting-the-Best-Awards in der Kategorie Beste Rechtsabteilung, verliehen von der österreichischen Digitalisierungsplattform Future Law in Kooperation mit der Vereinigung Österreichischer Unternehmensjuristen (VUJ)[44]